# Le Goût de la vie
Ne doit pas être confondu avec Le Coût de la vie.
Pour plus de détails, voir Fiche technique et Distribution.
Le Goût de la vie ou Table pour trois au Québec (No Reservations) est un film américain réalisé par Scott Hicks sorti le 12 septembre 2007 en France. C'est un remake du film Chère Martha réalisé par Sandra Nettelbeck (2001).

## Synopsis
Kate est cheffe de haute cuisine dans un des meilleurs restaurants de Manhattan à New York. Elle focalise toute sa vie et son énergie à son travail et à ses très hautes ambitions d'être la meilleure dans son domaine. Sa sœur cadette (mère de Zoé, âgée de 9 ans) meurt tragiquement dans un accident de voiture alors qu'elle vient lui rendre visite. Kate prend alors sa nièce en charge et prend conscience de son incapacité de l'élever seule convenablement. Le sympathique et charismatique chef cuisinier Nick, féru de cuisine italienne et grand amateur d'opéras de Giuseppe Verdi et de Giacomo Puccini, entre alors dans leur vie et les initie au « goût de la vie » à sa façon.

## Fiche technique
- Titre : Le Goût de la vie
- Titre original : No Reservations
- Réalisation : Scott Hicks
- Scénario : Carol Fuchs - Remake du film Chère Martha de Sandra Nettelbeck de 2001.
- Musique : Philip Glass
- Photographie : Stuart Dryburgh
- Montage : Pip Karmel
- Production : Sergio Agüero, Kerry Heysen
- Société de production : Warner Bros. Pictures, Castle Rock Entertainment, Storefront Pictures et Village Roadshow Pictures
- Distribution : Warner Bros. Entertainment
- Pays de production :  États-Unis
- Langue : anglais
- Format : Couleurs - 2,35:1 - 35 mm
- Genre : Comédie romantique
- Durée : 103 minutes
- Dates de sortie : 
  - États-Unis : 27 juillet 2007
  - France : 12 septembre 2007

## Distribution
- Catherine Zeta-Jones (VF : Marjorie Frantz ; VQ : Élise Bertrand) : Kate
- Aaron Eckhart (VF : Philippe Vincent ; VQ : Daniel Picard) : Nick
- Abigail Breslin (VF : Emmylou Homs ; VQ : Rosemarie Houde) : Zoé
- Patricia Clarkson (VF : Mireille Delcroix ; VQ : Anne Caron) : Paula
- Jenny Wade (VF : Julie Turin ; VQ : Viviane Pacal) : Leah
- Bob Balaban (VF : Patrice Dozier ; VQ : Jacques Lavallée) : Thérapeute
- Brían F. O'Byrne (VF : Alexis Victor ; VQ : François Godin) : Sean
- Lily Rabe (VF : Agathe Schumacher ; VQ : Éveline Gélinas) : Bernadette
- Eric Silver (VF : Nessym Guetat) : John
- Arija Bareikis (VF : Laura Blanc ; VQ : Catherine Proulx-Lemay) : Christine
- John McMartin (VF : Jean-François Laley) : M. Peterson
- Celia Weston : Mme Peterson
- Zoë Kravitz (VF : Isabelle Volpe) : Charlotte
- Matthew Rauch : Ken
- Dearbhla Molloy : Anna
- Stephanie Berry (VF : Catherine Artigala) : la principale de l'école Ellen Parker
- Matt Servitto (VF : Renaud Marx) : Dr Burton
- Fulvio Cecere (VF : Jacques Bouanich) : Bob, le vendeur de poissons
- Yevgeniy Dekhtyar (VF : Laurent Morteau) : le dealer de truffes
- Patrick Zeller : le mari de Leah

 Source et légende : version française (VF) sur RS Doublage

## Commentaires
La dernière partie du film prend plus de liberté avec le long métrage original de Sandra Nettelbeck en modifiant le final.
Catherine Zeta-Jones et Aaron Eckhart ont passé deux semaines avec le célèbre cuisinier new-yorkais Michael White pour se préparer à jouer leur rôle de grand cuisinier. Zeta Jones elle-même travailla incognito comme serveuse pendant une soirée au Fiamma Osteria de New York.
La musique originale est signée Philip Glass qui fait de la figuration dans la scène finale du film. Au même moment, le réalisateur Scott Hicks était par ailleurs en train de réaliser un documentaire sur le compositeur, Glass, a portrait of Philip in Twelve Parts. Dans la bande originale qui est sortie, on ne peut toutefois retrouver que deux morceaux de Glass. Le thème du générique, déjà présent dans la bande annonce, est un morceau de Mark Isham, « Building a Family », composé pour le film La Maison sur l'océan. Parmi les chansons illustrant les scènes de cuisine figure It´s wonderful, de Paolo Conte, reprise ensuite sur le générique de fin.
Le réalisateur Scott Hicks fait figurer à l'écran son propre vin, qu'il cultive près d'Adélaïde en Australie.